# Néville
Néville är en kommun i departementet Seine-Maritime i regionen Normandie i norra Frankrike. Kommunen ligger i kantonen Saint-Valery-en-Caux som tillhör arrondissementet Dieppe. År 2022 hade Néville 1 339 invånare.

## Befolkningsutveckling
Antalet invånare i kommunen Néville
| Referens: INSEE |